# Drużynowe Mistrzostwa Europy Juniorów na Żużlu 2013
Drużynowe Mistrzostwa Europy Juniorów na Żużlu 2013 – zawody żużlowe, mające na celu wyłonienie medalistów drużynowych mistrzostw Europy juniorów w sezonie 2013. Po raz pierwszy w cyklu mogli startować juniorzy do 21 lat (w poprzednich edycjach – do 19 lat). Rozegrano jeden półfinał oraz finał. W zawodach zwyciężyli reprezentanci Polski.

## Finał
- Opole (Stadion Żużlowy im. Mariana Spychały), 6 lipca 2013
- Sędzia: Christian Froschauer

| Msc |                                                                                         | Drużyna / Zawodnik                                          | Biegi        | Punkty |
| --- | --------------------------------------------------------------------------------------- | ----------------------------------------------------------- | ------------ | ------ |
| 1   |                                                                                         | Polska                                                      | Polska       | 50     |
| 1   | Piotr Pawlicki Artur Czaja Paweł Przedpełski Krystian Pieszczek Bartosz Zmarzlik        | (3,3,3,–,3) (3,2,–,2,2) (3,–,2,1,2) (2,2,3,3,–) (–,2,3,3,3) | 12 9 8 10 11 |        |
| 2   |                                                                                         | Dania                                                       | Dania        | 30     |
| 2   | Kenni Nissen Anders Thomsen Emil Grondal Nikolaj Busk Jakobsen Rasmus Jensen            | (2,3,0,w,1) (2,3,1,–,2) (1,1,1,0,–) (3,w,2,2,2) (–,–,–,3,1) | 6 8 3 9 4    |        |
| 3   |                                                                                         | Czechy                                                      | Czechy       | 27     |
| 3   | Eduard Krčmář Zdeněk Holub Roman Čejka Michal Škurla Václav Milík                       | (0,–,2,2,1) (2,1,w,0,–) (1,3,1,1,0) (1,–,2,–,–) (1,0,3,3,3) | 5 3 6 3 10   |        |
| 4   |                                                                                         | Ukraina                                                     | Ukraina      | 13     |
| 4   | Pawło Kondratiuk Aleksandr Łoktajew Stanisław Mielniczuk Maksym Rosoczuk brak zawodnika | (0,1,0,1,0) (1,2,3,1,1) (0,0,1,2,0) (0,0,0,0,0)             | 2 8 3 0      |        |

Bieg po biegu:
1. Jakobsen, Pieszczek, Łoktajew, Krčmář
2. Przedpełski, Holub, Grondal, Kondratiuk
3. Czaja, Nissen, Škurla, Mielniczuk
4. Pawlicki, Thomsen, Čejka, Rosoczuk
5. Nissen, Pieszczek, Holub, Rosoczuk
6. Thomsen, Zmarzlik, Milík, Mielniczuk
7. Čejka, Czaja, Kondratiuk, Jakobsen (w)
8. Pawlicki, Łoktajew, Grondal, Milík
9. Pieszczek, Škurla, Thomsen, Kondratiuk
10. Łoktajew, Przedpełski, Čejka, Nissen
11. Zmarzlik, Krčmář, Grondal, Rosoczuk
12. Pawlicki, Jakobsen, Mielniczuk, Holub (w)
13. Milík, Jakobsen, Przedpełski, Rosoczuk
14. Pieszczek, Mielniczuk, Čejka, Grondal
15. Jensen, Czaja, Łoktajew, Holub
16. Zmarzlik, Krčmář, Kondratiuk, Nissen (w)
17. Milík, Przedpełski, Jensen, Rosoczuk
18. Milík, Czaja, Nissen, Kondratiuk
19. Pawlicki, Thomsen, Krčmář, Mielniczuk
20. Zmarzlik, Jakobsen, Łoktajew, Čejka